# Nobuyuki Oishi
Nobuyuki Oishi (大石 信幸 Ōishi Nobuyuki?,  nacido el 12 de septiembre de 1939 en Hiroshima) es un exfutbolista japonés que se desempeñaba como delantero.
En 1964, Oishi jugó para la selección de fútbol de Japón.

## Trayectoria

### Clubes
| Club         | País  | Año         |
| ------------ | ----- | ----------- |
| Nippon Steel | Japón | ???? - 1970 |

### Selección nacional
| Selección | País  | Año  |
| --------- | ----- | ---- |
| Absoluta  | Japón | 1964 |

## Estadística de equipo nacional
| Selección de Japón | Selección de Japón | Selección de Japón |
| Año                | Part.              | Goles              |
| ------------------ | ------------------ | ------------------ |
| 1964               | 1                  | 0                  |
| Total              | 1                  | 0                  |